# Bouillie bourguignonne
 (juin 2011).
Si vous disposez d'ouvrages ou d'articles de référence ou si vous connaissez des sites web de qualité traitant du thème abordé ici, merci de compléter l'article en donnant les références utiles à sa vérifiabilité et en les liant à la section « Notes et références ».

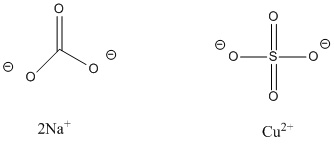
La bouillie bourguignonne est un mélange composé à 20 % de sulfate de cuivre et de 80 % de carbonate de sodium.

La bouillie bourguignonne est un fongicide minéral à base cuprique, voisin de la bouillie bordelaise. Elle se compose de 20 % de sulfate de cuivre auxquels s'ajoutent 80 % de carbonate de sodium ou de bicarbonate de sodium.
Dans les années 1950, un magazine donne les recettes de l'anti-mildiou:
« Faire dissoudre 2 kilogrammes de sulfate de cuivre dans 90 litres d'eau. Pour les non-professionnels, introduire le produit dans un petit sac en toile qu'on suspend à l'aide d'un bâton, le sac trempant dans l'eau.
Dans un autre récipient, introduire 10 litres d'eau, puis 1 kilogramme de carbonate de soude liquide à 90°.
Verser ensuite et lentement ce lait dans le premier récipient et agiter avec un bâton muni d'une croix à son extrémité. Vérifier la neutralité et ajouter un bon adhésif. Cette dernière bouillie ne se conserve pas, il faut donc l'employer aussitôt préparée. »
Il y a une recette différente dans les archives Persée https://education.persee.fr/doc/magen_1257-5593_1888_num_55_24_23262